# Superpuchar Europy UEFA 2005
Mecz o Superpuchar Europy 2005 został rozegrany 26 sierpnia 2005 roku na Stadionie Ludwika II w Monako pomiędzy Liverpoolem, zwycięzcą Ligi Mistrzów UEFA 2004/2005 oraz CSKA Moskwa, triumfatorem Pucharu UEFA 2004/2005. Liverpool wygrał mecz po dogrywce 3:1, tym samym zdobywając Superpuchar Europy po raz trzeci w historii klubu.

## Droga do meczu

### CSKA Moskwa
| Sezon   | Rozgrywki     | Runda   | Przeciwnik          | Dom     | Wyjazd  | Ogólnie    |
| ------- | ------------- | ------- | ------------------- | ------- | ------- | ---------- |
| 2004/05 | Liga Mistrzów | 2Q      | Neftçi PFK          | 2–0     | 0–0     | 2–0        |
| 2004/05 | Liga Mistrzów | 3Q      | Rangers             | 2–1     | 1–1     | 3–2        |
| 2004/05 | Liga Mistrzów | Grupa H | FC Porto            | 0–1     | 0–0     | 3. miejsce |
| 2004/05 | Liga Mistrzów | Grupa H | Paris Saint-Germain | 2–0     | 3–1     | 3. miejsce |
| 2004/05 | Liga Mistrzów | Grupa H | Chelsea             | 0–1     | 0–2     | 3. miejsce |
| 2004/05 | Puchar UEFA   | 1/16    | SL Benfica          | 2–0     | 1–1     | 3–1        |
| 2004/05 | Puchar UEFA   | 1/8     | Partizan Belgrad    | 2–0     | 1–1     | 3–1        |
| 2004/05 | Puchar UEFA   | 1/4     | AJ Auxerre          | 4–0     | 0–2     | 4–2        |
| 2004/05 | Puchar UEFA   | 1/2     | Parma               | 3–0     | 0–0     | 3–0        |
| 2004/05 | Puchar UEFA   | F       | Sporting CP         | 3–1 (N) | 3–1 (N) | 3–1 (N)    |

### Liverpool
| Sezon   | Rozgrywki     | Runda   | Przeciwnik          | Dom             | Wyjazd          | Ogólnie         |
| ------- | ------------- | ------- | ------------------- | --------------- | --------------- | --------------- |
| 2004/05 | Liga Mistrzów | 3Q      | Grazer AK           | 0–1             | 2–0             | 2–1             |
| 2004/05 | Liga Mistrzów | Grupa A | AS Monaco           | 2–0             | 0–1             | 2. miejsce      |
| 2004/05 | Liga Mistrzów | Grupa A | Olympiakos SFP      | 3–1             | 0–1             | 2. miejsce      |
| 2004/05 | Liga Mistrzów | Grupa A | Deportivo La Coruña | 0–0             | 1–0             | 2. miejsce      |
| 2004/05 | Liga Mistrzów | 1/8     | Bayer 04 Leverkusen | 3–1             | 3–1             | 6–2             |
| 2004/05 | Liga Mistrzów | 1/4     | Juventus F.C.       | 2–1             | 0–0             | 2–1             |
| 2004/05 | Liga Mistrzów | 1/2     | Chelsea             | 1–0             | 0–0             | 1–0             |
| 2004/05 | Liga Mistrzów | F       | A.C. Milan          | 3–3 (N), k: 3–2 | 3–3 (N), k: 3–2 | 3–3 (N), k: 3–2 |

## Szczegóły meczu
Spotkanie finałowe odbyło się 26 sierpnia 2005 na Stadionie Ludwika II w Monako. Frekwencja na stadionie wyniosła 17 042 widzów. Mecz sędziował René Temmink z Holandii. Mecz zakończył się zwycięstwem Liverpoolu 3:1 po dogrywce. Bramki dla Liverpoolu strzelili Djibril Cissé w 82. i 103. minucie oraz Luis García w 109. minucie. Bramkę dla CSKA Moskwa zdobył Daniel Carvalho w 28. minucie. 
| 26 sierpnia 2005 | Liverpool · Cissé 82' 103' · García 109' | 3:1 (dogr.)0:1Raport | CSKA Moskwa · Carvalho 28' | Stade Louis II, Monako Widzów: 17 042 Sędzia: René Temmink |
|                  |                                          |                      |                            |                                                            |

| Liverpool | CSKA Moskwa |

| LIVERPOOL      |    |                         |     |     |
|                |    |                         |     |     |
| BR             | 25 | Pepe Reina              |     |     |
| OB             | 17 | Josemi                  | 50' |     |
| OB             | 23 | Jamie Carragher (c)     |     |     |
| OB             | 4  | Sami Hyypiä             | 73' |     |
| OB             | 6  | John Arne Riise         |     | 79' |
| PO             | 16 | Dietmar Hamann          |     |     |
| PO             | 3  | Steve Finnan            |     | 55' |
| PO             | 14 | Xabi Alonso             |     | 70' |
| PO             | 30 | Boudewijn Zenden        | 38' |     |
| NA             | 10 | Luis García             |     |     |
| NA             | 19 | Fernando Morientes      |     |     |
| Rezerwowi:     |    |                         |     |     |
| BR             | 20 | Scott Carson            |     |     |
| OB             | 28 | Stephen Warnock         |     |     |
| PO             | 22 | Mohamed Sissoko         |     | 70' |
| NA             | 9  | Djibril Cissé           |     | 79' |
| NA             | 24 | Florent Sinama-Pongolle | 95' | 55' |
| Trener:        |    |                         |     |     |
| Rafael Benítez |    |                         |     |     |

| CSKA MOSKWA      |    |                          |      |     |
|                  |    |                          |      |     |
| BR               | 35 | Igor Akinfiejew          |      |     |
| OB               | 15 | Chidi Odiah              |      | 90' |
| OB               | 4  | Siergiej Ignaszewicz (c) |      |     |
| OB               | 24 | Wasilij Bieriezucki      |      |     |
| OB               | 6  | Aleksiej Bieriezucki     |      |     |
| PO               | 22 | Jewgienij Ałdonin        |      |     |
| PO               | 17 | Miloš Krasić             |      | 85' |
| PO               | 25 | Elvir Rahimić            |      |     |
| PO               | 18 | Jurij Żyrkow             |      | 66' |
| PO               | 7  | Daniel Carvalho          |      |     |
| NA               | 11 | Vágner Love              |      |     |
| Rezerwowi:       |    |                          |      |     |
| BR               | 1  | Wieniamin Mandrykin      |      |     |
| PO               | 2  | Deividas Šemberas        |      | 66' |
| PO               | 8  | Rołan Gusiew             |      | 90' |
| PO               | 10 | Dudu Cearense            | 101' | 85' |
| NA               | 13 | Siergiej Samodin         |      |     |
| Trener:          |    |                          |      |     |
| Walerij Gazzajew |    |                          |      |     |

| Superpuchar Europy (2005) |
| ------------------------- |
| Anglia                    |
| Liverpool Trzeci Tytuł    |